# سلطان‌نشین دهلی
سلطنت دهلی مجموعه‌ای از حکومت‌های مسلمان در هند بودند که از ۶۰۲ تا ۹۳۲ ه‍.ق / ۱۲۰۶ تا ۱۵۲۶ م بر دهلی و مناطقی از شمال هند حکم‌راندند و متشکل از چندین خاندان ترک و پشتون (دودمان لودی) بودند. در ۹۳۲ ق/ ۱۵۲۶ م سلطنت دهلی با گسترش امپراتوری گورکانی هند از میان رفت.
این پادشاهی مسلمان از سده سیزدهم میلادی در شمال هند توسط جنگ سالاران تُرک اهل آسیای میانه پدیدار شد و در فضایی که به‌طور فزاینده‌ای رنگ ایرانی می‌یافت تا غلبه بابر بر آن در ۱۵۲۶ میلادی، ادامه یافت. حاکمان دهلی منعکس‌کننده سنت‌های حکومت داری ایرانی بودند، دربارهٔ التتمش و جانشینانش از هیچ سنت مشهود دیگری نمی‌توان سخن گفت.
در سال ۵۸۲ ق / ۱۱۸۶ م آخرین حاکم سلسله غزنوی در لاهور، خسرو ملک، تسلیم سلطان معزالدین محمد غوری (۵۹۹ - ۶۰۲ ق/ ۱۲۰۳ - ۱۲۰۶ م) شد و به زندان افتاد. در پی آن سلسله غوری بنیاد نهاده شد. شهاب‌الدین غوری در سال ۵۸۸ ق / ۱۱۹۲ م به دهلی حمله کرد.
سلطان معزالدین محمد غوری اولین فاتح اسلامی بود که با هدف سلطه سیاسی بر هند شمالی به این منطقه حمله کرد و با پیروزی بر لشکریان هندی به سرکردگی پریتهوی راج چوهان در جنگ تراین در سال ۵۸۸/۱۱۹۲ بر دهلی و اجمیر دست یافت. سرداران غوری دامنه فتوحات خود را تا بنگال توسعه دادند و تا سال ۶۰۲ ق/ ۱۲۰۶ م در اقتدار باقی ماندند. پس از درگذشت سلطان معزالدین محمد غوری سلطنت مسلمانان در شمال هندوستان، که در تاریخ از آن به نام «سلطنت دهلی» یاد می‌شود، بدست قطب‌الدین ایبک، عامل غوریان و سرسلسله شاهان ممالیک، پایه‌گذاری شد.
سده هفتم هجری و حکومت دودمان ممالیک که از ۶۰۲ - ۶۸۹ / ۱۲۰۶-۱۲۹۰ م را شامل می‌شود در ایران هم‌زمان بود با حمله مغول. در اثر یورش چنگیز و هلاکو در دوران سلطنت شمس‌الدین التتمش (۶۳۳ - ۶۰۷ ق/ ۱۲۱۱ - ۱۲۳۶) و غیاث‌الدین بلبن (۶۸۶ -۶۶۴ ق ۱۲۶۶ - ۱۲۸۷ م) جمع زیادی از مهاجران و پناهندگان از ایران و ماوراءالنهر به هندوستان رفتند و با فراهم کردن منبعی عظیم از نیروی انسانی، در تثبیت و توسعه سلطنت دهلی و استقرار سلطهٔ مسلمانان بر شمال هند سهم بسزای داشتند؛ و با تسلط بر دهلی و نواحی آن، گسترش و نفوذ فارسی از لاهور به دهلی نیز ادامه یافت
خاندان‌هایی که به «سلاطین دهلی» عبارتند از این خاندان‌ها که پنج سلسله نخست معروفترند:
1. سلسله مملوک یا غلامان ۶۰۲ - ۶۸۹ / ۱۲۰۶-۱۲۹۰ م
2. سلسله خلجی ۶۸۹ - ۷۲۰ ق / ۱۲۹۰ -۱۳۲۰ م
3. سلسله تغلق یا تغلقیه ۷۲۰ - ۸۱۴ ق / ۱۳۲۰ - ۱۴۱۴ م
4. سلسله سادات یا سیدها ۸۱۷ - ۸۵۲ ق/ ۱۴۱۴ - ۱۴۵۰ م
5. سلسله لودی یا لودهی ۸۵۲ - ۹۳۲ ق / ۱۴۵۱ -۱۵۲۶ م
6. سلسله سوری ۹۶۲ - ۹۴۷ ق/۱۵۴۰-۱۵۵۵ م